# Diosig
Diosig é uma comuna romena localizada no distrito de Bihor, na região histórica da Crișana (parte da Transilvânia). A comuna possui uma área de 93.14 km² e sua população era de 6912 habitantes segundo o censo de 2007.